# Зерновской сельский совет
Зерновской сельский совет (укр. Зернівська сільська рада, крымскотат. Yaqub köy şurası) — согласно законодательству Украины — административно-территориальная единица в Красногвардейском районе Автономной Республики Крым, расположенная в юго-восточной части района в степной зоне полуострова. Население по переписи 2001 года — 1733 человека.
К 2014 году состоял из 2 сёл:
- Зерновое
- Новоекатериновка

## История
Зерновской сельский совет был создан в 1976 году и на 1 января 1977 года уже имел современный состав. С 12 февраля 1991 года сельсовет в восстановленной Крымской АССР, 26 февраля 1992 года переименованной в Автономную Республику Крым. С 21 марта 2014 года в составе Крыма аннексирован Россией. Законом «Об установлении границ муниципальных образований и статусе муниципальных образований в Республике Крым» от 4 июня 2014 года территория административной единицы была объявлена муниципальным образованием со статусом сельского поселения.